# Nom del mig
El nom del mig (o segon prenom) és una porció del nom propi, situat entre el prenom i el cognom.
És típic als Estats Units d'Amèrica, on se l'anomena the middle name, però també es pot considerar nom del mig el segon prenom dels eslaus i dels brasilers. És un nom que va entre el prenom i el cognom i s'utilitza només en situacions formals, de manera semblant a com fem nosaltres amb el segon cognom; a vegades en situacions col·loquials se substitueix per la lletra inicial.
Als Estats Units algunes persones no en duen, i en alguns països eslaus s'obté a partir del prenom del pare, amb uns sufixos que en rus són –itx, -èvitx o –òvitx per als hòmens (el fill d'un "Serguei Ílitx Pàvlov" es dirà, posem per cas, "Borís Serguéievitx Pàvlov") i –evna per a les dones (la filla d'un "Serguei Ílitx Pàvlov" es dirà, per exemple, "Marina Serguéievna Pàvlova"). Exemples de persones reals: John Fitzgerald Kennedy, Elvis Aaron Presley, Piotr Ilitx Txaikovski, Anna Matvéievna Pàvlova o Rivaldo Vítor Borba.
El segon element dels prenoms compostos, habituals en moltes cultures, com la catalana, té una gran semblança amb el nom del mig. Però se'n diferencia en el fet que –en general– no se'n prescindeix: si algú es diu "Josep Maria" o "Josep Lluís", rarament la gent l'anomenarà simplement "Josep"; per tant, com que forma una unitat amb el primer element, per això parlem d'un prenom compost.